# Saison 1 de Star Trek: Discovery
Chronologie
Saison 4 de
Star Trek: Enterprise Saison 2 de
Star Trek: Discovery
Cet article présente les épisodes de la première saison de la série télévisée américaine Star Trek : Discovery.

## Synopsis
En 2256, l'USS Shenzhou du Capitaine Philippa Georgiou, en intervention aux frontières de la Fédération des Planètes Unies, entre en contact avec des Klingons. Le Commandeur Michael Burnham, second du vaisseau, préconise d'ouvrir le feu afin d'apparaître en guerrier et d'obtenir le respect de leurs adversaires, mais Gergiou refuse, poussant son second à une vaine mutinerie. Peu après, les renforts de chaque camp débarquent et une bataille s'engage, marquant le début d'une terrible guerre. Burnham, en raison de sa mutinerie et pour avoir fait de T'Kuvma, nouveau chef suprême des Klingons, un martyr pour lequel ces derniers se battront sans fin, est condamnée à la perpétuité ; mais sur le chemin de son transfert vers la prison, elle est interceptée par l'USS Discovery sous les ordres du Capitaine Gabriel Lorca. Ce dernier lui fait une offre impossible à refuser : travailler avec lui et son équipage pour gagner la guerre...

## Distribution
Sauf indication contraire, les informations mentionnées dans cette section peuvent être confirmées par la base de données cinématographiques IMDb,  présente dans la section « Liens externes ».

### Acteurs principaux
- Sonequa Martin-Green (VF : Olivia Luccioni) : Commandeur, puis Spécialiste Michael Burnham[1],[2]
- Jason Isaacs (VF : Bernard Gabay) : Capitaine Gabriel Lorca, commandant du Discovery[1]
- Doug Jones (VF : Jean-Pol Brissart) : Commandeur Saru, officier scientifique et commandant en second du Discovery
- Shazad Latif (VF : Benjamin Pascal) : voq ( klingon) porteur de la flamme et Lieutenant Ash Tyler( humain) , chef de la sécurité du Discovery[3],[4]
- Anthony Rapp (VF : Vincent Ropion) : Lieutenant Paul Stamets, ingénieur en chef du Discovery
- Mary Wiseman (VF : Edwige Lemoine) : Cadet Sylvia Tilly, ingénieure du Discovery

### Acteurs récurrents
- Wilson Cruz (VF : Jérôme Berthoud) : Dr Hugh Culber, médecin de bord de l'USS Discovery et compagnon du lieutenant Stamets[5],[6]
- Jayne Brook : Vice-Amirale Katrina Cornwell
- James Frain (VF : Pierre Tessier) : Sarek, ambassadeur des Vulcains auprès de la Fédération, et père de Spock et de Michael Burnham
- Emily Coutts (VF : Maëlle Genet) : Lieutenant Keyla Detmer, timonier de l'USS Discovery
- Patrick Kwok-Choon : Lieutenant Gen Rhys, officier tactique de l'USS Discovery
- Oyin Oladejo : Lieutenant Joann Owosekun, officier des opérations de l'USS Discovery
- Ronnie Rowe Jr. : Lieutenant Ronald Altman Bryce, officier des communications de l'USS Discovery
- Sara Mitich : Lieutenant-Commandeur Airiam, officier de la propulsion sporique de l'USS Discovery
- Rainn Wilson (VF : Bruno Magne) : Harry Fenton Mudd[7]
- Mary Chieffo (VF : Patricia Piazza) : L'Rell
- Kenneth Mitchell (VF : Jean-Bernard Guillard) : Général Kol
- Javid Iqbal : Voq, Porte-Flambeau de Kahless et premier disciple de T'Kuvma

### Invités
- Michelle Yeoh (VF : Ivana Coppola) : Philippa Georgiou, capitaine de l'USS Shenzhou[1]
- Mia Kirshner : Amanda Grayson, épouse de Sarek et mère adoptive de Michael Burnham
- Conrad Coates : Amiral Terral
- Maulik Pancholy (VF : Nicolas Buchoux) : Dr Nambue, médecin de bord du Shenzhou
- Sam Vartholomeos (VF : Sébastien Boju) : Enseigne Danby Connor, officier des opérations du Shenzhou
- Ali Momen : Lieutenant Kamran Gant, officier tactique du Shenzou
- Romaine Waite (VF : Yves Letzelter) : Lieutenant Troy Januzzi, officier des communications du Shenzou
- Rekha Sharma : Commandeur Ellen Landry, chef de la sécurité de l'USS Discovery
- Terry Serpico (VF : Renaud Marx) : Amiral Bret Anderson
- Chris Obi (VF : Jean-Michel Martial) : T'Kuvma, chef fanatique des Klingon

## Liste des épisodes
Les titres en français sont ceux fournis par Netflix sur le site officiel de la série.

### Épisode 1:Des salutations vulcaines
- États-Unis /  Canada /  Québec : 24 septembre 2017 sur CBS / CTV + Space / Ztélé[9]
- France : 25 septembre 2017 sur Netflix

- États-Unis : 9,49 millions de téléspectateurs[10]
- Canada : 3,523 millions de téléspectateurs (total)[11] (première diffusion + différé 7 jours)
  - 2,274 millions de téléspectateurs (sur CTV)
  - 1,249 million de téléspectateurs (sur Space)

- Michelle Yeoh (Capitaine Philippa Georgiou)
- James Frain (Ambassadeur Sarek)
- Terry Serpico (Amiral Bret Anderson)
- Sam Vartholomeos (Enseigne Danby Connor)
- Ali Momen (Lieutenant Kamran Gant)
- Romaine Waite (Lieutenant Troy Januzzi)
- Chris Obi (T'Kuvma)
- Javid Iqbal (Voq)
- Mary Chieffo (L'Rell)
- Maulik Pancholy (Dr Nambue)
- David Benjamin Tomlinson (Officier Or'Eq)

### Épisode 2:Bataille aux étoiles binaires
- États-Unis /  Canada /  Québec : 24 septembre 2017 sur CBS All Access / Space / Ztélé
- France : 25 septembre 2017 sur Netflix

- Michelle Yeoh (Capitaine Philippa Georgiou)
- James Frain (Ambassadeur Sarek)
- Terry Serpico (Amiral Bret Anderson)
- Sam Vartholomeos (Enseigne Danby Connor)
- Ali Momen (Lieutenant Kamran Gant)
- Romaine Waite (Lieutenant Troy Januzzi)
- Chris Obi (T'Kuvma)
- Javid Iqbal (Voq)
- Mary Chieffo (L'Rell)
- Maulik Pancholy (Dr Nambue)
- Kenneth Mitchell (Général Kol)

### Épisode 3:Le contexte est pour les rois
- États-Unis /  Canada /  Québec : 1er octobre 2017 sur CBS All Access / Space / Ztélé
- France : 2 octobre 2017 sur Netflix

- Canada : 1,444 million de téléspectateurs[13] (première diffusion + différé 7 jours)

- Rekha Sharma (Commandeur Ellen Landry)
- Grace Lynn Kung (Psycho)
- Conrad Pla (en) (Stone)
- Elias Toufexis (Cold)
- Christopher Russell (Lieutenant Milton Richter)

- Première apparition de la Section 31 dans la série, et unique apparition dans la saison. Elle n'est toutefois pas mentionnée et ne sera officiellement présentée que dans la deuxième saison.

### Épisode 4:Le couteau du boucher ne se soucie pas du cri de l'agneau
- États-Unis /  Canada /  Québec : 8 octobre 2017 sur CBS All Access / Space / Ztélé
- France : 9 octobre 2017 sur Netflix

- Michelle Yeoh (Capitaine Philippa Georgiou)
- Jayne Brook (Vice-Amirale Katrina Cornwell)
- Kenneth Mitchell (Général Kol)
- Javid Iqbal (Voq)
- Mary Chieffo (L'Rell)
- Rekha Sharma (Commandeur Ellen Landry)
- Christopher Russell (Lieutenant Milton Richter)

- Les noms des Frères Wright et d'Elon Musk sont cités dans cet épisode parmi les pionniers des voyages.
- La créature ramenée depuis le Glenn est comparée aux - et même nommée - tardigrades par Burnham, ce qui est particulièrement cocasse dans la mesure où "tardigrade" signifie "qui va lentement" alors que le moteur sporique permet des vitesses extrêmes.

### Épisode 5:Choisissez votre douleur
- États-Unis /  Canada /  Québec : 15 octobre 2017 sur CBS All Access / Space / Ztélé
- France : 16 octobre 2017 sur Netflix

- Canada : 1,255 million de téléspectateurs[15] (première diffusion + différé 7 jours)

- Jayne Brook (Vice-Amirale Katrina Cornwell)
- Conrad Coates (Amiral Terral)
- Mary Chieffo (L'Rell)
- Rainn Wilson (Harry Fenton Mudd)

### Épisode 6:Léthé
- États-Unis /  Canada /  Québec : 22 octobre 2017 sur CBS All Access / Space / Ztélé
- France : 23 octobre 2017 sur Netflix

- Canada : 1,319 million de téléspectateurs[16] (première diffusion + différé 7 jours)

- James Frain (Ambassadeur Sarek)
- Mia Kirshner (Amanda Grayson)
- Jayne Brook (Vice-Amirale Katrina Cornwell)
- Conrad Coates (Amiral Terral)
- Luke Humphrey (Adjoint V'latak)

### Épisode 7:Troubler l'esprit des sages
- États-Unis /  Canada /  Québec : 29 octobre 2017[17] sur CBS All Access / Space / Ztélé
- France : 30 octobre 2017 sur Netflix

- Canada : 1,235 million de téléspectateurs[18] (première diffusion + différé 7 jours)

- Rainn Wilson (Harry Fenton Mudd)
- Peter MacNeill (Baron Grimes)
- Katherine Barrell (Stella Grimes)

### Épisode 8:Si Vis Pacem, Para Bellum
- États-Unis /  Canada /  Québec : 5 novembre 2017 sur CBS All Access / Space / Ztélé
- France : 6 novembre 2017 sur Netflix

- Canada : 1,179 million de téléspectateurs[19] (première diffusion + différé 7 jours)

- Jayne Brook (Vice-Amirale Katrina Cornwell)
- Conrad Coates (Amiral Terral)
- Mary Chieffo (L'Rell)
- Kenneth Mitchell (Général Kol)

### Épisode 9:Je m'enfonce dans la forêt
- États-Unis /  Canada /  Québec : 12 novembre 2017 sur CBS All Access / Space / Ztélé
- France : 13 novembre 2017 sur Netflix

- Canada : 1,14 million de téléspectateurs[20] (première diffusion + différé 7 jours)

- Jayne Brook (Vice-Amirale Katrina Cornwell)
- Conrad Coates (Amiral Terral)
- Mary Chieffo (L'Rell)
- Kenneth Mitchell (Général Kol)
- David Benjamin Tomlinson (Officier Or'Eq)

### Épisode 10:Malgré soi
- États-Unis /  Canada /  Québec : 7 janvier 2018 sur CBS All Access[21] / Space[22] / Ztélé
- France : 8 janvier 2018 sur Netflix

- Canada : 1,211 million de téléspectateurs[23] (première diffusion + différé 7 jours)

- Sam Vartholomeos (Capitaine Danby Connor)
- Mary Chieffo (L'Rell)
- Ali Momen (Officier Kamran Gant)

- L'univers mirroir est le même qui est exploré par l'équipage de l'Enterprise dans l'épisode Miroir de la série originale. On retrouve leur utilisation de cabines d'agonies.
- L'équipage parle de l'USS Defiant qui serait remonté dans le temps à la suite des événements de l'épisode Le Piège des Tholiens et dont la technologie avancée est à l'origine de l'Empire Terrien. Ces événements furent relatés dans le double épisode Le côté obscur du miroir de la série Star Trek: Enterprise.
- Dans l'épisode Si Vis Pacem, Para Bellum Stamets appelle brièvement Tilly "capitaine" sans trop savoir pourquoi. Le fait qu'elle soit capitaine du Discovery dans cet univers en est l'explication.
- Dans la version originale, lorsque Lorca déguise sa voix pour passer pour l'ingénieur du vaisseau, il utilise un accent écossais, clin d'œil à Montgomery Scott.
- Cet épisode est réalisé par Jonathan Frakes. Il est connu pour avoir incarné William T. Riker dans la seconde série Star Trek, La Nouvelle Génération, et dans les films qui en sont dérivés. Il a par ailleurs réalisé deux longs métrages et plusieurs épisodes de séries Star Trek.

### Épisode 11:Le Loup de feu
- États-Unis /  Canada /  Québec : 14 janvier 2018 sur CBS All Access[21] / Space[22] / Ztélé
- France : 15 janvier 2018 sur Netflix

- Canada : 1,007 million de téléspectateurs[24] (première diffusion + différé 7 jours)

- James Frain (Sarek)
- Michelle Yeoh (Empereur Philippa Georgiou)
- Javid Iqbal (Voq)
- Riley Gilchrist (Shukar)
- Dwain Murphy (Capitaine Maddox)

### Épisode 12:Une ambition démesurée
- États-Unis /  Canada /  Québec : 21 janvier 2018 sur CBS All Access[21] / Space[22] / Ztélé
- France : 22 janvier 2018 sur Netflix

- Michelle Yeoh (Empereur Philippa Georgiou)
- Dwain Murphy (Capitaine Maddox)
- Jeremy Crittenden (Lord Eling)
- Raven Dauda (Dr Tracy Pollard)
- Billy MacLellan (Officier Barlow)

### Épisode 13:Le passé n'est qu'un prologue
- États-Unis /  Canada /  Québec : 28 janvier 2018 sur CBS All Access[21] / Space[22] / Ztélé
- France : 29 janvier 2018 sur Netflix

- Canada : 971 000 téléspectateurs[25] (première diffusion + différé 7 jours)

- Michelle Yeoh (Empereur Philippa Georgiou)
- Rekha Sharma (Commandeur Ellen Landry)

### Épisode 14:La Guerre, rien que la guerre
- États-Unis /  Canada /  Québec : 4 février 2018 sur CBS All Access[21] / Space[22] / Ztélé
- France : 5 février 2018 sur Netflix

- Canada : 938 000 téléspectateurs[26] (première diffusion + différé 7 jours)

- Michelle Yeoh (Empereur Philippa Georgiou)
- James Frain (Ambassadeur Sarek)
- Jayne Brook (Vice-Amirale Katrina Cornwell)
- Harry Judge (Amiral Gorch)
- Riley Gilchrist (Contre-Amiral Shukar)
- Melanie Nicholls-King (Contre-Amirale Drake)
- Mary Chieffo (L'Rell)

### Épisode 15:Le Luxe des principes moraux
- États-Unis /  Canada /  Québec : 11 février 2018 sur CBS All Access[21] / Space[22] / Ztélé
- France : 12 février 2018 sur Netflix

- Michelle Yeoh (Empereur Philippa Georgiou)
- James Frain (Ambassadeur Sarek)
- Mia Kirshner (Amanda Grayson)
- Jayne Brook (Vice-Amirale Katrina Cornwell)
- Harry Judge (Amiral Gorch)
- Riley Gilchrist (Contre-Amiral Shukar)
- Melanie Nicholls-King (Contre-Amirale Drake)
- Mary Chieffo (L'Rell)